# 獅子岩

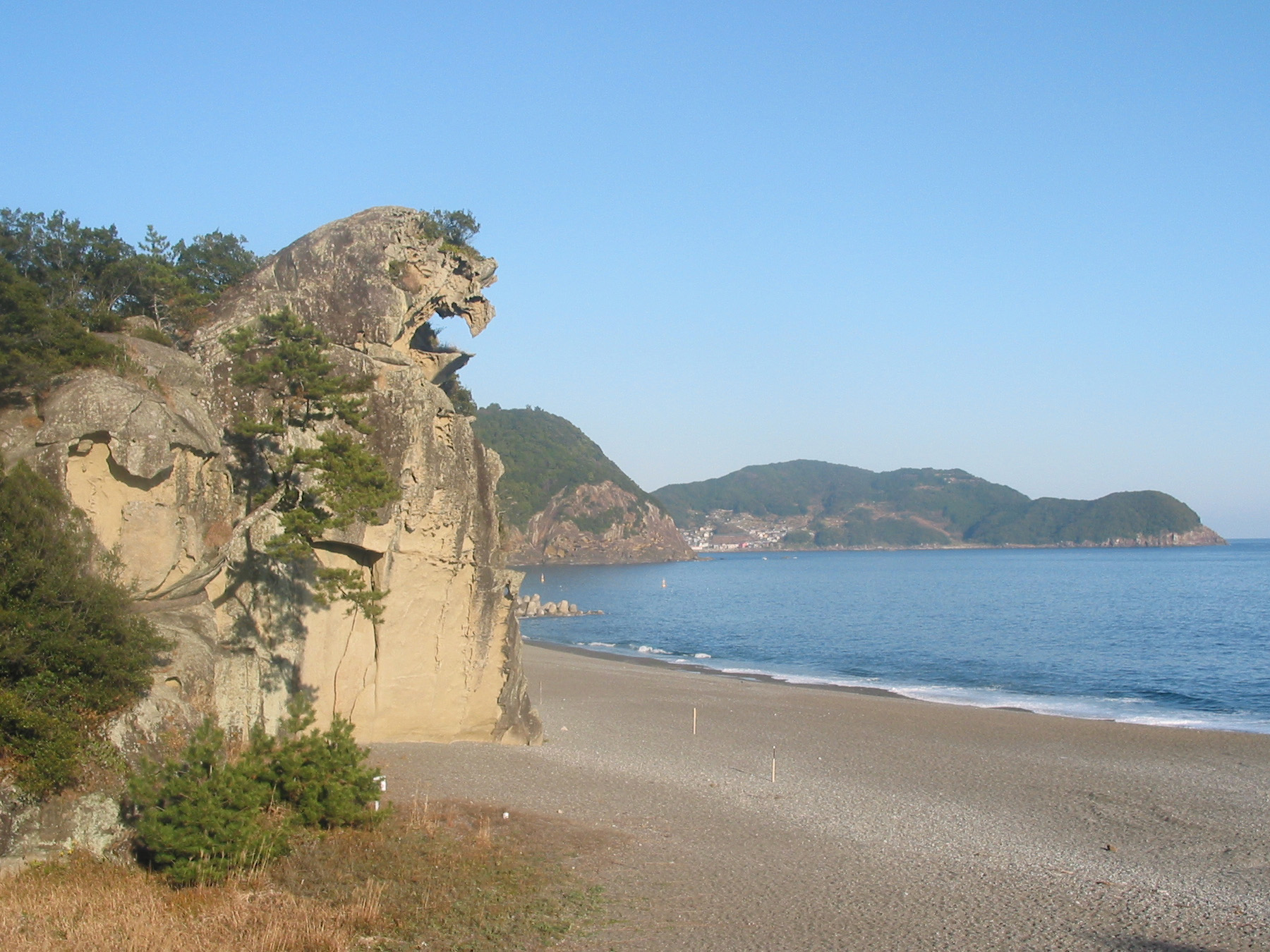
獅子岩（左）と鬼ケ城（中央奥）
右手前の浜が七里御浜

獅子岩（獅子巌、ししいわ）は三重県熊野市井戸町に位置し、国道42号の七里御浜沿いの獅子の頭部に似た形状の岩山である。

## 概要
高さ約25メートル、周囲約210メートル。砂浜を挟んだ東隣に位置する鬼ヶ城は、熊野酸性岩が隆起や海面の上昇、下降に伴う海蝕、風蝕によって形成された自然景観で、獅子岩も同様に海蝕現象、風蝕現象によって形成された自然景観である。岬の先端に口を開いている様に見える事から、獅子岩の南側に位置する神仙洞の吽（うん）の岩（雌岩）に対して、阿（あ）の岩（雄岩）と呼ばれ、井戸川上流に位置する大馬神社の狛犬とされ敬愛されており、そのため大馬神社には今も狛犬が置かれていない。
毎年8月17日に開催される「熊野大花火大会」では、多くのカメラマンが集まる絶好の撮影スポットとなっている。

## 天然記念物・名勝
1958年（昭和33年）6月24日、国の天然記念物「鬼ケ城」に、獅子巌が追加指定され、登録名称が「熊野の鬼ケ城 附 獅子巖」（くまののおにがじょう つけたり ししいわ）へ変更となり、同時に、名勝が追加指定された。

## 世界遺産
ユネスコの世界遺産『紀伊山地の霊場と参詣道』を構成する熊野参詣道「伊勢路」の構成資産の一つとして「熊野の鬼ヶ城附獅子巖」が、2004年7月に登録されている。